# Badminton-Bundesliga 1977/78
Die Badminton-Bundesligasaison 1977/78 bestand aus 14 Spieltagen im Modus „Jeder gegen jeden“ mit Hin- und Rückspiel. Meister wurde der 1. BV Mülheim.

## Endstand
| Platz | Verein | Spiele | Punkte | Spielpunkte |
| ----- | --- | ------ | ------ | ----------- |
| 1.    | 1. BV Mülheim (Gerhard Kucki, Michael Schnaase, Horst Lösche, Karl-Heinz Garbers, Kurt Link, Udo Krückels, Karin Kucki, Marie-Luise Schulta-Jansen, Antonie Schwabe) | 14     | 28:00  |             |
| 2.    | TuS Wiebelskirchen (Karl Geisler, Arno Schley, Helmut Streit, Georg Simon, Juniarto Suhandinata, Vera Martini, Ingeborg Schley, Monika Peiffer)                      | 14     | 22:06  |             |
| 3.    | 1. BC Beuel (Roland Maywald, Karl-Heinz Zwiebler, Reiner Wodey, Ulli Morsbach, Rolf Zizmann, Eva-Maria Kranz, Marieluise Zizmann)                                    | 14     | 18:10  |             |
| 4.    | FC Bayer 05 Uerdingen | 14     | 18:10  |             |
| 5.    | STC Blau-Weiß Solingen (N) | 14     | 08:20  |             |
| 6.    | VfL Wolfsburg (Willi Braun, Hans Werner Niesner, Ingrid Morsch, Elke Weber, Harald Klauer, Ralf Würfel, Dieter Wochele)                                              | 14     | 07:21  |             |
| 7.    | PSV Grün-Weiß Wiesbaden | 14     | 07:21  |             |
| 8.    | VfB Lübeck | 14     | 04:24  |             |